# Sermyla
Sermyla är ett släkte av fjärilar. Sermyla ingår i familjen björnspinnare.
Kladogram enligt Catalogue of Life:
| Sermyla | \| \| Sermyla morta \| \| \| \| \| \| Sermyla transversa \| \| \| \| |
|         | \| \| Sermyla morta \| \| \| \| \| \| Sermyla transversa \| \| \| \| |
|         | Sermyla morta                                                        |
|         |                                                                      |
|         | Sermyla transversa                                                   |
|         |                                                                      |